# OVO
OVO (soms met toevoeging The millennium show) is een muziekalbum van Peter Gabriel.

## Inleiding
Gabriel was al vanaf 1995 bezig met het opzetten van studioalbum Up, toen hij door de creatieve directeur van Millennium Dome werd gevraagd voor muziek voor een daar te houden show. Gabriel wilde wel met Fisher samenwerken in wat hij zou gaan zien als een verhaal met visuele aspecten; zij werden ondersteund door een behoorlijk budget. Gabriel deelde nog mee dat ook de controversiële ontwikkelingen rondom die Millennium Dome hem wel uitdaagden. Volgens Gabriel viel OVO qua tijd echter tegen; het zou een “tussendoortje” worden van zes maanden, maar het liep uit tot bijna twee jaar. Een toelichting in het tekstboekje vermeldt de hoofdpersonen binnen een familie. Vader Theo (strijd op zijn eigen manier voor natuurbehoud), moeder Beth (ziet haar familie door ruzie uiteenvallen), zoon Ion (voorstander van industrialisatie, ziet machines wijzigen van hulp tot baas) en dochter Sofia (dromerig, zij wordt verliefd op Skyboy). De muziek die Gabriel erbij schreef gaat van muziek met folkinvloeden via industriële klanken richting futuristische muziek, passend bij de drie aktes die Gabriel in gedachten had. Dat folk kwam uit het witte Engeland, de futuristische klanken worden vertegenwoordigd door de multiculturele samenleving. Zo is er rap te horen; hetgeen hij in eigen woorden gebruikte om de jeugd meer bij dit project te betrekken. Vaste Gabrielonderwerpen kwam aan het licht: racisme, klimaatverandering en fabels.
Het album kwam uit in diverse versies.  

## Musici
Naast Peter Gabriel speelde een hele waslijst aan gastmusici mee; vaak voor slechts een beperkt aantal nummers, te noemen zijn Neneh Cherry (rap track 1), Hossam Ramzy (vingerbekkens, tracks 1,4; tabla track 4 en crotales track 4), Richie Havens (zang track 3 en 12). Ook leden uit zijn (ex-) band werden ingeschakeld waaronder David Rhodes (gitaar tracks 4, 7, 10 en 12), Tony Levin (bas 6, 7, 10, 12), Manu Katché (drums 7, 10). Voor het koper werd de The Black Dyke Band ingeschakeld (track 5, 6, 10 en 11)

## Muziek
| Nr. | Titel                                                           | Duur  |
| --- | --------------------------------------------------------------- | ----- |
| 1.  | The story of OVO (Gabriel)                                      | 5:21  |
| 2.  | Low light (Gabriel)                                             | 5:06  |
| 3.  | The time of the turning (Gabriel)                               | 5;06  |
| 4.  | The man who loved the eart/The hand that sold shadows (Gabriel) | 4;15  |
| 5.  | The time of the turning (reprise/The weavers reel (Gabriel)     | 5:37  |
| 6.  | Father, son (Gabriel)                                           | 4:55  |
| 7.  | The tower that ate people (Gabriel)                             | 4:49  |
| 8.  | Revenge (Gabriel)                                               | 1:31  |
| 9.  | White ashes (Gabriel)                                           | 2:34  |
| 10. | Downside-up (Gabriel)                                           | 6:04  |
| 11. | The nest that sailed the sky (Gabriel)                          | 5:05  |
| 12. | Make tomorrow (Gabriel)                                         | 10:01 |

## Nasleep
Father, son, The tower that ate the people, White ashes en Downside up werden na uitgifte diverse keren opgenomen in de setlist van concerten en als zodanig verschenen ze ook op enkele livealbums.
Door de vele gastmusici en muzikale invloeden voelde de plaat bij een terugblikrecensie uit 2020 door Progwereld aan alsof Gabriel alleen aan de zijkant heeft gestaan. Ook had het tot gevolg dat het idee opkwam dat sommige nummers nog verbeterd hadden worden; het bleef allemaal te algemeen.  Dit was deels ook terug te vinden in de hitlijsten. Daar waar Gabriel steevast kon rekenen hoge noteringen in de Britse albumlijsten (Us haalde plaats twee n 29 weken, Up plaats 11 in vijf) kwam dit album niet verder dan plaats 24 in drie weken. In de rest van Europa waren soortgelijke noteringen te zien; voor Nederland (2 weken met piek 66) en voor België, Vlaanderen was geen notering weggelegd. Italië en Duitsland waren uitschieters met dertien weken, met een piek op plaats 4 en respectievelijk een piek op 14.